# Rechengrößen der Sozialversicherung
Die Rechengrößen der Sozialversicherung sind in Deutschland mehrere nach dem Sozialversicherungsrecht jährlich neu festgesetzte Werte, die Beiträge und Leistungen in der Sozialversicherung steuern.
Im Einzelnen sind dies
- das Durchschnittsentgelt in der Rentenversicherung (endgültig und vorläufig),
- die Bezugsgrößen in der Sozialversicherung,
- die Beitragsbemessungsgrenzen in der Renten-/Arbeitslosen- bzw. in der Kranken-/Pflegeversicherung,
- die Jahresarbeitsentgeltgrenzen (auch Versicherungspflichtgrenzen) in der Krankenversicherung sowie
- die Werte zur Umrechnung der Beitragsbemessungsgrundlagen des Beitrittsgebiets.
- der Rentenwert

Sie haben Auswirkungen auf Beiträge, Leistungen und deren Dynamisierung in der gesetzlichen
- Rentenversicherung,
- Krankenversicherung,
- Pflegeversicherung,
- Arbeitslosenversicherung und
- Unfallversicherung

## Festlegung
Die Rechengrößen werden jährlich durch Bundesgesetz oder Rechtsverordnung festgelegt.
In der Regel erfolgt die Festlegung durch eine jahresbezogene Sozialversicherungs-Rechengrößenverordnung, im Rahmen größerer Sozialreformen sind die Inhalte in der Vergangenheit jedoch auch im Rahmen des dazu vorgesehenen Änderungsgesetzes festgelegt worden.
Die rentenrechtlichen Rechengrößen werden auch dauerhaft als Zeitreihen in Anhängen des Sechsten Buches Sozialgesetzbuch dokumentiert.